# De re rustica (Varro)

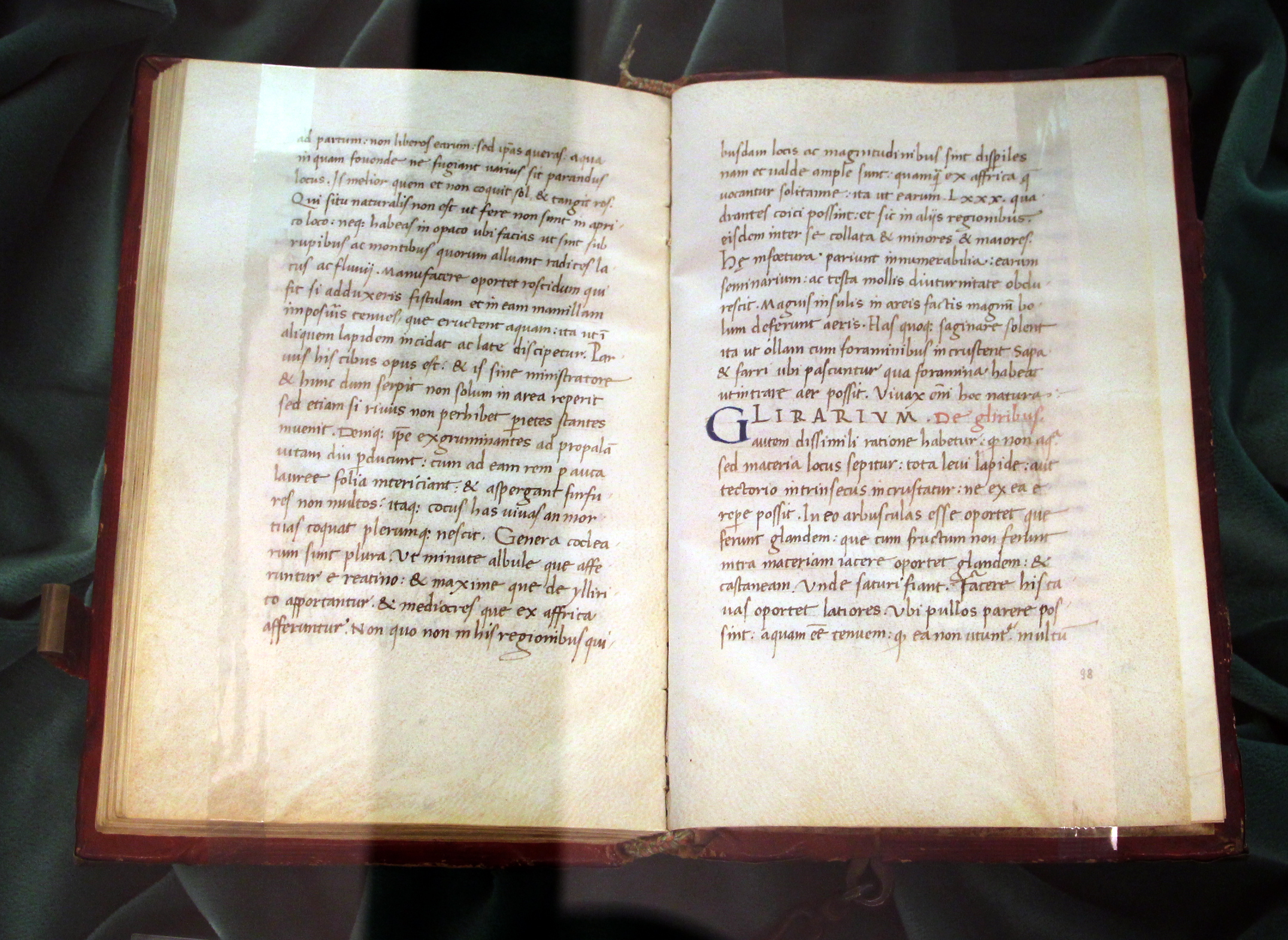
De Rustica, Varro (XV sec., Biblioteca Medicea Laurenziana, pluteo 51.3)

De re rustica (auch: Res rusticae oder Rerum rusticarum libri tres; deutsch: „Über die Landwirtschaft“) ist ein dreibändiges Lehrbuch in Dialogform des römischen Gelehrten Marcus Terentius Varro, in dem er alle damals relevanten Aspekte der Landwirtschaft behandelte. Varro veröffentlichte das Buch im 80. Lebensjahr 37 v. Chr. und widmete es seiner Frau Fundania.

## Das Gesamtwerk
Varro will in seinem Werk alle Bereiche der Landwirtschaft behandeln. Er gliedert es in drei Bücher, von denen jedes ein Teilgebiet betrifft, nämlich Ackerbau (De agricultura), Viehzucht (De re pecuaria) und Kleintierzucht (De pastione villatica).

### Die Quellen
Varro zeigt sich als belesener Autor und gibt in Buch 1 eine eindrucksvolle Liste hauptsächlich griechischer Autoren, aus denen er schöpft. Es handelt sich dabei um Philosophen und Naturforscher, die auch landwirtschaftliche Themen berührt haben, darunter Xenophon, Aristoteles und Theophrastos von Eresos. Besonders rühmt er den Punier Mago. Die römischen Schriftsteller Cato und die Brüder Saserna beurteilt er wegen der 'Wunderdinge', die sie berichten, negativ. Dennoch zieht er sie öfter heran.
Die andere wesentliche Quelle ist die Erfahrung. Varro ist selbst Gutsbesitzer und schildert in Buch 3 ausführlich sein Vogelhaus. Die Teilnehmer der Gespräche sind entsprechend ausgesucht. Unter anderen spricht Gnaeus Tremelius Scrofa, „dem die heutige Zeit in allen landwirtschaftlichen Belangen die Siegespalme überreicht“, über die Tierzucht. Claudius Appius berichtet, was er bei den zahlreichen Besuchen bei seinen Standesgenossen beobachten konnte.

### Form und Struktur
Jedes Buch ist in Form einer Gesprächsrunde gestaltet. Die Teilnehmer wechseln und sind in Hinblick auf das spezielle Thema ausgesucht. Das Gespräch wird durch äußere Einflüsse aufgelockert. Die Gesprächsrunden sind zu verschiedenen Zeiten, nämlich Buch 1 zwischen 45 und 37 v. Chr., Buch 2 im Jahr 67 v. Chr. und Buch 3 im Jahr 50 v. Chr. angesiedelt. Es ist daher auch die Vermutung aufgetaucht, dass Varro die einzelnen Bände früher geschrieben und 37 v. Chr. nur überarbeitet und zusammengefügt habe.

### Die Inhalte
Das Werk wendet sich in erster Hinsicht an den gutsituierten Gutsbesitzer, der umfassend informiert werden soll. Aber auch technisches Detailwissen wird weitergegeben. Die agrarisch orientierten Abschnitte werden durch naturwissenschaftliche Aussagen ergänzt. Der Gesamtton ist locker und nicht trocken, belehrend.

## Buch 1:De agri cultura

### Rahmenhandlung
Varro trifft sich zwischen 45 und 37 v. Chr. mit einigen Bekannten im Tellustempel in Rom. Die wichtigsten Gesprächsteilnehmer sind Varros Schwiegervater Gaius Fundanius, Gaius Licinius Stolo und Gnaeus Tremelius Scrofa. Sie sind vom Tempelhüter zum Essen eingeladen. Der Gastgeber erscheint aber nicht, vielmehr meldet sein Freigelassener, dass er auf der Straße erschlagen wurde. Auf die Unsicherheit des Lebens in Rom fällt so ein grelles Licht.

### Inhalt
Es werden „zuerst Boden und Gehöft, dann menschl., tier. und apparative Arbeitsmittel“ behandelt. Im Folgenden wird dem Thema, wann im Jahr welche Arbeiten durchgeführt werden müssen, viel Raum gegeben. Dem Gutsverwalter wird dabei astronomisches Wissen abverlangt, wenn etwa der Aufgang der Plejaden als Zeitpunkt angegeben wird.
Gnaeus Tremelius Scrofa geht auch auf den Einfluss des Mondes ein: „Manches soll man sich lieber bei zunehmendem als bei schwindendem Mond auf den Feldern vornehmen, manches im umgekehrten Fall – nämlich, was man abhaut wie zum Beispiel Getreidegewächse und Fällholzwälder“.

## Buch 2:De re pecuaria

### Rahmenhandlung
Die Gesprächspartner treffen sich 67 v. Chr. während des Seeräuberkriegs auf einem Landgut vermutlich in der Nähe von Buthroton. Ein ländliches Fest ist in Vorbereitung. Die prominentesten Teilnehmer sind Titus Pomponius Atticus und Gnaeus Tremelius Scrofa.

### Inhalt
Buch 2 „teilt die Großviehzucht ein nach origo pastionis, dignitas, scientia, um dann in drei durch die Rahmenhandlung getrennten Schritten Schafe, Ziegen, Schweine, dann Rind, Esel, Pferd, schließlich Maulesel, Hunde, Hirten (mit Anhang über Milch-, Käse- und Wollwirtschaft) vorzuführen“.

## Buch 3:De pastione villatica

### Rahmenhandlung
Der dritte Teil spielt im Jahr 50 v. Chr. wieder in Rom. Varro wartet mit dem Senator Quintus Axius, dem Augur Appius Claudius und einigen Bekannten auf den Ausgang der Ädilwahl. Die Szene ist bewegt, es wird versuchter Abstimmungsbetrug gemeldet, Appius Claudius wird zum Konsul gebeten. Schließlich gratulieren alle dem gewählten Kandidaten.

### Inhalt
In diesem Buch wird die Gehege- und Hoftierhaltung vorgestellt. Dabei wird die Zucht von Vögeln (Pfaue, Turteltauben, Drosseln, Gänse, Knäkenten, Enten, Hühner), Wildtieren (Keiler, Rehe, Hasen), Süßwasser- und Meerwasserfische, Siebenschläfer, Schnecken, Bienen beschrieben. Zwei unterschiedliche Aspekte sind dabei wichtig. Zum einen dienen diese Tiere zur Unterhaltung des Gutsherrn und seiner Gäste und auch zum Prestigegewinn. Varro schildert in diesem Zusammenhang ausführlich sein Vogelhaus. Hüten muss man sich aber vor Übertreibung. Der Gutsbesitzer, der mit einem Süßwasserteich nicht zufrieden ist, sondern Meeresfische züchten (und essen) will, wird als minthon, als Snob bezeichnet. Andererseits ist viel von Gewinn und Geld die Rede. In Stadtnähe herrscht starke Nachfrage nach diesen Produkten: „Ja, und was die Voliere anbelangt, die auf diesem Gutshof steht, so weiß ich, dass daraus allein fünftausend Drosseln zum Stückpreis von drei Denaren verkauft wurden, so dass sechzigtausend Sesterzen dieser Teil des Guthofes in dem betreffenden Jahr erbrachte“. Auch Fische bringen Geld.

## Wirkungsgeschichte
Columella hat von Varro sowohl Einzelheiten als auch die Gesamthaltung der Verklärung des bäuerlichen Lebens entlehnt. Speziell aus dem Buch über die Pastio villatica entnimmt er viele Details. Auch Plinius der Ältere hat Varros Bücher über die Landwirtschaft gelesen und daraus einiges entlehnt. Die Autoren der Spätantike beriefen sich dann aber lieber auf Columella als auf Varro.
Im Mittelalter erlebte das Werk eine Nachblüte. Pier de' Crescenzi benutzte es wesentlich in seinem Werk Opus ruralium commodorum, das er 1304–1309 abfasste.

## Überlieferung
Die Geschichte der Handschriften, durch die Varros Werk überliefert wird, ist außerordentlich kompliziert. Sammelhandschriften von Catos, Varros und Columellas agrarischen Werken wurden während des Mittelalters mehrfach abgeschrieben, gingen aber auch wieder verloren. Eine Abschrift, der sogenannte Marcianus, wurde von dem italienischen Geschäftsmann und Wissenschaftler Niccolò Niccoli der Bibliothek des Klosters San Marco in Florenz vermacht. Dort wurde sie mehrfach kopiert, bevor sie spätestens 1768 verschwand.
Der Codex Latinus 6842(A) wurde bereits im späten 12. oder frühen 13. Jahrhundert erstellt. Er ist auf Pergament geschrieben und wird in der Pariser Nationalbibliothek aufbewahrt. Von diesem Codex wurde die Abschrift Codex Laurentianus 51,3 auf Papier am Anfang des 15. Jahrhunderts gefertigt. Der papierene Codex Laurentianus, Pluteo 51,4 hat hingegen den Marcianus als Quelle. Diese und viele weitere Fassungen sind durch Verschreibungen und Lücken entstellt, so dass sich der ursprüngliche Text nur schwer ermitteln lässt.

## Textausgaben und Übersetzung
- M. Terenti Varronis Rerum rusticarum libri tres. Hrsg. von Heinrich Keil, Georg Goetz. 2. Auflage. Teubner, Leipzig 1912.
- Marcus Terentius Varro: Über die Landwirtschaft. Hrsg., eingeleitet und erläutert von Dieter Flach. Wissenschaftliche Buchgesellschaft, Darmstadt 2006, ISBN 3-534-19069-6.